# 皇室藍
皇家藍（英語：royal blue），又稱品藍色，即略帶紅色的深藍色。

## 用法，象徵，口語中
在宗教上，皇室藍是皇族歡迎來臨皇帝的顏色。皇室藍可能象徵宣佈耶穌誕生的繁星夜空。